# Aleksandr Porochowszczikow
Aleksandr Siergiejewicz Porochowszczikow, ros. Александр Сергеевич Пороховщиков (ur. 29 stycznia?/10 lutego 1865 w Sankt Petersburgu, zm. 31 grudnia 1938 w Polsce) – rosyjski, a następnie ukraiński wojskowy (generał-chorąży), emigracyjny działacz kombatancki.

## Życiorys
W 1888 ukończył studia na wydziale fizyczno-matematycznym Uniwersytetu Moskiewskiego, zaś w 1889 Pawłowską Szkołę Wojskową. Służył w stopniu podporucznika w Lejb-Gwardyjskim Siemionowskim Pułku. W 1893 awansował do stopnia porucznika. W 1895 ukończył nikołajewską akademię sztabu generalnego. Mianowano go sztabskapitanem. Służył w sztabie Kijowskiego Okręgu Wojskowego. Od połowy marca 1896 pełnił funkcję starszego adiutanta w sztabie V Korpusu Armijnego. W połowie grudnia tego roku został zastępcą starszego adiutanta w sztabie Kijowskiego Okręgu Wojskowego. Od końca października 1898 dowodził kompanią 166 Równieńskiego Pułku Piechoty. Na początku kwietnia 1900 w stopniu podpułkownika objął funkcję szefa oddziału строевого sztabu twierdzy Brześć Litewski. Od połowy lipca tego roku był oficerem sztabowym do specjalnych poruczeń przy sztabie Kijowskiego Okręgu Wojskowego. Pod koniec września 1902 został szefem sztabu IV Okręgu Samodzielnego Korpusu Straży Pogranicznej. Od początku czerwca 1903 dowodził batalionem 49 Brzeskiego Pułku Piechoty. W 1904 mianowano go pułkownikiem. Pod koniec kwietnia 1905 objął funkcję szefa sztabu wojsk obwodu uralskiego. Od połowy września 1906 był oficerem sztabowym przy zarządzie 1 Brygady Strzeleckiej, zaś od połowy marca 1909 oficerem sztabowym do specjalnych poruczeń przy sztabie Warszawskiego Okręgu Wojskowego. Na początku sierpnia 1910 został szefem sztabu 8 Dywizji Piechoty. W połowie marca 1913 objął dowództwo 145 Nowoczerkaskiego Pułku Piechoty.
Brał udział w I wojnie światowej. Od grudnia 1914 dowodził 335 Anapskim Pułkiem Piechoty. Na początku czerwca 1915 awansował na generała majora. W listopadzie tego roku został dowódcą brygady 64 Dywizji Piechoty. Na początku 1916 objął funkcję szefa sztabu 18 Dywizji Piechoty. Pod koniec maja tego roku przeniesiono go do dyspozycji szefa Sztabu Generalnego. Od początku stycznia 1917 był nowym szefem Sztabu Generalnego. Latem 1917 znalazł się pod zwierzchnictwem dowódcy Frontu Południowo-Zachodniego. Od początku stycznia 1918 znajdował się z kolei pod zwierzchnictwem szefa sztabu Frontu Zachodniego.
W połowie marca tego roku wstąpił do nowo formowanej armii ukraińskiej. Pełnił obowiązki berdyczowskiego komendanta ujezdnego. W czerwcu 1920 został szefem sztabu 6 Brygady Zapasowej Armii Czynnej Ukraińskiej Republiki Ludowej. Od końca lipca tego roku był krótko zastępcą szefa sztabu 2 Dywizji Wołyńskiej, po czym na początku sierpnia objął funkcję szefa oddziału wojskowo-historycznego sztabu Armii Czynnej URL.
Pod koniec 1920 wraz z wojskami ukraińskimi został internowany w Polsce. Po wypuszczeniu na wolność zamieszkał w Jabłonnie pod Warszawą. Według części źródeł żył w Kaliszu. Działał w stowarzyszeniu pułkowym.
Odznaczony Orderem Świętego Stanisława III klasy, Orderem Świętej Anny III klasy i Złotą Szablą Za Waleczność.